# Тадеуш Танський
Тадеуш Танський (пол. Tadeusz Tański; 11 березня 1892, Янів Підляський, Більський повіт, Люблінське воєводство, Королівство Польське — 23 березня 1941, концтабір Аушвіц-Біркенау) – польський автомобільний конструктор, інженер-механік, винахідник. Син польського художника і конструктора Чеслава Танського.
Перед початком Першої світової війни переїхав до Парижу, де навчався машинобудуванню та спеціалізувався на авіадвигунах в Ecole d'Electricite Industriel de Paris. Під час війни спроектував і побудував ряд двигунів для різних військових літаків, а також широко вивчав бронемашини в компанії Л. Бордон. Пізніше також працював інженером компанії Армстронг-Уітворст.

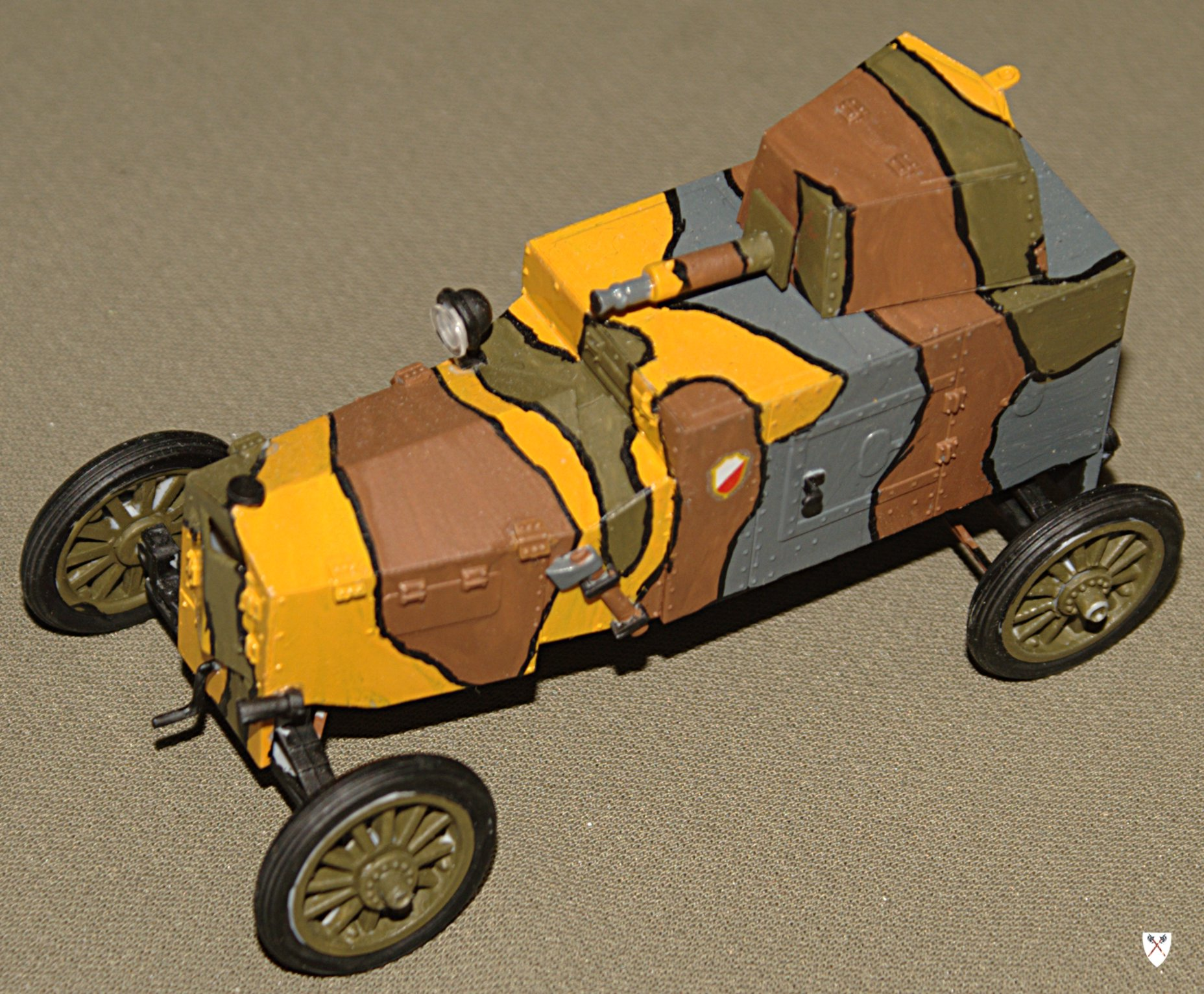
Бронеавтомобіль Ford FT-B (модель) конструкції Танського

У 1919 повернувся до Польщі і почав працювати в Міністерстві військових справ у Автомобільній секції. Під час польсько-більшовицької війни, в 1920 році побудував перший польський броньовик, Форд FT-B, заснований на шасі знаменитого Ford-T. Було побудовано 16 машин цього типу.
Після війни залишався серед інженерів, які працювали у польській промисловості озброєння, особливо компанії Centralne Warsztaty Samochodowe. Саме там в 1922 році розробляв, а пізніше керував виробництвом CWS T-1, першого польського серійно побудованого автомобіля. До кінця тридцятих років залишався одним із найвідоміших польських конструкторів та дизайнерів автомобілів та артилерійських тягачів.
Після польської оборонної війни 1939 року та початку Другої світової війни залишалися в окупованій Німеччиною Польщі. 3 липня 1940 року був заарештований німцями і відправлений до концентраційного табору «Аушвіц», де був вбитий.